# Championnats d'Afrique de lutte 2007
Navigation
Pretoria 2006 Tunis 2008
Les Championnats d'Afrique de lutte 2007 se déroulent en mai 2007 au Caire, en Égypte.

## Podiums

### Hommes

#### Lutte libre
| Catégories | Or                            | Argent                  | Bronze              |
| ---------- | ----------------------------- | ----------------------- | ------------------- |
| 55 kg      | Adama Diatta                  | Mohammed Ataya          | Hassan Mohamed      |
| 60 kg      | Hassan Ibrahim Madani         | Shaun Williams          | Victor Salobadriate |
| 66 kg      | Heinrich Barnes               | Moustafa Tamaam         | Mayeul Nganafio     |
| 74 kg      | Ahmed Elabsawy                | Richard Brian Addinall  | Adenane Charef      |
| 84 kg      | Mohamed Ali Bouzaiane         | Coenraad de Villiers    | Ablaye Thiam        |
| 96 kg      | Moustafa Saleh Emara          | Roltin Simire           | John Short          |
| 120 kg     | Hisham Abdelwahab Abdelmoamen | Augustine Mbagnick Sene | Farid Djaout        |

#### Lutte gréco-romaine
| Catégories | Or                           | Argent                   | Bronze                    |
| ---------- | ---------------------------- | ------------------------ | ------------------------- |
| 55 kg      | Karim Ibrahim El-Sayed       | Meher El Bouthouki       | Denver Christopher Jansen |
| 60 kg      | Mostafa Mohamed              | Mourad El Bakali         | Ronald Tait               |
| 66 kg      | Hamza Louati                 | Ashraf Meligy El Garably | van der Morwechal         |
| 74 kg      | Zied Ait Ouagram             | Ahmed Mohamed Abdelsadek | Said Moulla               |
| 84 kg      | Ahmed Mahmoud Shaker         | Hermanus van Zyl         | Khimi Abnen               |
| 96 kg      | Karam Mohammed Gaber Ibragim | Samir Bouguerra          | Bachir Yahyaoui           |
| 120 kg     | Yasser Abdelrahman Ali       | Mustapha Bouari          | Markus Johannes Dekker    |

### Femmes

#### Lutte féminine
| Catégories | Or                          | Argent               | Bronze               |
| ---------- | --------------------------- | -------------------- | -------------------- |
| 51 kg      | Isabelle Sambou             | Sammy Oziti          | Fatma El Zahraa      |
| 55 kg      | Rokhiaton Souk              | Hela Riabi           | Jeanne-Marie Coetzer |
| 59 kg      | Oyeins Tangi                | Marwa Amri           | Nadia Moussaoui      |
| 63 kg      | Doaa Ahmed Maher            | Melinda Marais       | Aminata Goudiaby     |
| 67 kg      | Stéphanie N'Guessan Kouassi | Euphrasie Sambou     | Hayat Quasir         |
| 72 kg      | Soumaya Ben Sassi           | Djehi Natacha Djedje | Sonja Coetzee        |